# Khachouri (municipalité)
La municipalité de Khachouri (en géorgien : ხაშურის მუნიციპალიტეტი) est un district de la région de Kartlie intérieure, en Géorgie, dont la ville principale est la ville de Khachouri.
Il compte 52 700 habitants au 1er janvier 2016 selon l'Office national des statistiques de Géorgie.   

## Géographie
La Suramula arrose la municipalité.